# Пескарский собор
Собор Святого Цетея (итал. Cattedrale di San Cetteo) — собор архиепархии Пескара-Пенне Римско-католической церкви в городе Пескара, в провинции Пескара, в регионе Абруццо, в Италии. Церковь освящена в честь святого Цетея.
Собор называют «Храмом Примирения» в память о Латеранских соглашениях, подписанных между Ватиканом и Италией.

## История
Церковь связана с приданием городу статуса столицы новой провинции Пескара, основанной в 1927 году. Древняя церковь Святого Цетея, находившаяся в аварийном состоянии, была снесена, чтобы освободить место для строительства нового храма (на тротуаре перед церковью остались следы от прежней церкви). Возведению новой церкви помогал Габриэле Д'Аннунцио, вложивший в строительство личные средства. Он консультировался с архитектором Чезаре Баццани по поводу места в храме для погребения матери. Все работы по строительству церкви были завершены в 1939 году. Фасад храма был восстановлен после событий Второй мировой войны.
Церковь получила статус собора в 1977 году, став главным храмом архиепархии Пескара-Пенне.

## Описание
Церковь построена в традиционном романском стиле Абруццо. Она несет на себе черты древней церкви Святой Иерусалимы XI века, с характерным для этого и соседних регионов фасадом строго прямоугольной формы, украшенного розами. Проект был утвержден совместно архитектором Баццани и Д’Аннунцио.
Также на фасаде, порталы с круглыми арками, определяющие внутреннее разделение базилики на три нефа, отмеченное снаружи пилястрами. С левой стороны фасада, колокольня на квадратном основании с восьмиугольным завершением, а с правой примыкает небольшой баптистерий.
Как уже упоминалось, базилика имеет три нефа. Трехчастное деление задается мраморными колоннами, церковь хорошо освещается через систему окон, хоры продлеваются апсидой. Церковь имеет приподнятый трансепт, что соответствует романскому стилю. На одной стороне трансепта находится часовня Святого Цетея (Кетея). На другой стороне, трансепт заканчивается могилой Луизы де Бенедиктис, матери поэта Габриэле Д’Аннунцио, надгробие которой украшает памятник работы Арриго Минерби, изображающий спящую молодую женщину. Другая могила в соборе принадлежит монсеньору Антонио Йануччи, почетному архиепископу архиепархии Пескара-Пенне с 1959 по 1990 год. Он был похоронен 16 октября 2008 года в зале баптистерия. Внутри церкви есть несколько статуй святых и картина Гверчино, изображающая Святого Франциска Ассизского. Достопримечательностью также является орган собора, один из самых известных в регионе.